# Président de la république d'Irak
Le président de la république d'Irak est le chef d'État de l'Irak. Le poste est largement honorifique, dans le cadre d'un régime parlementaire, et est traditionnellement attribué à un kurde, celui de Premier ministre revenant à un chiite et celui de président du parlement à un sunnite.
L'actuel titulaire de la fonction est Abdel Latif Rashid depuis le 17 octobre 2022.

## Système électoral
Le président de la république d'Irak est élu au suffrage indirect par les 239 membres du Conseil des représentants — la chambre basse du parlement bicaméral irakien — pour un mandat de quatre ans renouvelable une seule fois. Est élu président le candidat qui recueille la majorité des deux tiers du total des députés au premier tour. À défaut, les deux candidats arrivés en tête s'oppose lors d'un second tour, et le candidat qui recueille le plus de voix est déclaré élu.
La majorité des deux tiers exigée au premier tour fait également office de quorum de participation, le scrutin ne pouvant se tenir si moins des deux tiers des membres du Conseil sont présents.

## Rôle
Le mandat du président est concomitant à celui du conseil des représentants. A la fin naturelle du mandat de ce dernier, ou en cas de dissolution, le mandat du président prend également fin de manière anticipée. Chaque première session d'une nouvelle législature est ainsi immédiatement suivie d'une nouvelle élection présidentielle, à laquelle est liée la formation du nouveau gouvernement. Le président élu dispose en effet de quinze jours à partir de son élection pour désigner un Premier ministre sur proposition du principal groupe parlementaire. Le Premier ministre dispose alors de trente jours pour présenter son gouvernement devant le conseil et obtenir un vote de confiance. À défaut, le président nomme un autre Premier ministre dans les quinze jours.